# Accento distintivo sui monosillabi
Nella lingua italiana, per accento distintivo su un monosillabo si intende un accento grafico, la cui funzione non è tanto quella di indicare la pronuncia tronca del monosillabo, quanto il suo valore grammaticale, distinguendolo dagli omografi, così da renderne immediatamente riconoscibile il significato.
In italiano la normativa ortografica non è sempre motivata sul piano logico né coerente, ma si rifà perlopiù a ragioni d'ordine storico o di prevalenza d'uso.
La situazione attuale è così riassumibile:
- l'accento è sempre presente su ché (nel senso di perché, poiché, affinché), dà (voce del verbo dare), dì (sinonimo di giorno), è (voce del verbo essere), là e lì (avverbi), né (congiunzione), sé (pronome tonico, ma vedi l'eccezione sotto), sì (avverbio), tè (nome della bevanda);
  - è omissibile su sé quando seguìto da stesso e medesimo, per consolidamento d'uso. Si tratta, tuttavia, di una prassi imposta nell'insegnamento scolastico ritenuta discutibile e senza valida giustificazione grammaticale da molti autori[1];
- è talora usato su dài (imperativo di dare), per evitare confusione con l'altrimenti omografo indicativo (dai);
- si trova talvolta anche su dò (indicativo di dare), dove però viene generalmente sconsigliato (tranne in caso di raddoppiamento fonosintattico), poiché una confusione con la nota musicale do è improbabile.

Era inoltre sempre presente nella grafia priva di h-, oggi obsoleta e sconsigliabile, delle voci del verbo avere ò, ài e à.
Del tutto agrammaticali sono invece, secondo l'odierna ortografia, le grafie accentate quà e quì, diffuse sino a tutto il Settecento, in quanto la u dopo la q può avere soltanto valore semiconsonantico, /w/, ed è quindi incapace di portare l'accento tonico, il quale non può dunque che ricadere sull'ultima vocale senza problemi di ambiguità di pronuncia.

## Ché
In italiano, il ché (/ke/), nella grafia accentata e con accento sempre acuto, indica o distingue un particolare tipo di che, il quale introduce determinate proposizioni ed è interpretabile di volta in volta come aferesi della congiunzione introducente.
Può introdurre:
- una proposizione causale, col significato di 'perché, poiché, giacché' e in questo caso regge l'indicativo;
- una proposizione interrogativa diretta, col significato di 'perché' e in questo caso è propriamente un avverbio interrogativo e regge l'indicativo;
- una proposizione finale, col significato di 'perché, affinché' e in questo caso regge il congiuntivo.

L'accento lo distingue da un che congiunzione generica (che polivalente), o dal pronome relativo, o anche dal che interiettivo con valore esclamativo. L'impiego dell'accento, attestato fin dal XIII secolo, può essere stato indotto anche dalla pronuncia particolarmente vibrata che lo accompagna in tali contesti.
Oggi il ché d'introduzione alle interrogative dirette e alle finali è quasi scomparso, mentre lo si trova usato nelle causali, dove però viene spesso sentito come un generico che subordinante e perciò viene erroneamente scritto senza accento; ma nella scrittura sorvegliata è da evitare la grafia non accentata del ché causale. Come regola pratica per un suo uso corretto ci si deve chiedere se stia introducendo una proposizione causale, interrogativa o finale e se possa essere sostituito rispettivamente da perché, poiché, giacché o affinché: allora andrà scritto con l'accento.

### Citazioni
Dal Dizionario d'ortografia e di pronunzia (DOP):
Dal Vocabolario Treccani
(Lemma «ché»)
Dall'Italiano (Luca Serianni)
(Causali esplicite. XIV 98)
(Preposizioni finali. XIV 123)

## Dà
In italiano, la grafia «dà» indica la 3ª persona singolare dell'indicativo presente del verbo dare (egli dà) per distinguerla dalla preposizione semplice da.
Oggi le grammatiche migliori, all'interno dello stesso paradigma verbale, per la 2ª persona singolare dell'imperativo prevedono la forma dai (tu), o quella apostrofata da' (forma apocopata di dai), preferendola alla prima per evitare l'ambiguità con la 2ª persona singolare dell'indicativo presente, mentre la forma dà (tu), tradizionale come per gli altri imperativi monosillabici ancora nell'Ottocento, è prevista solo con raddoppiamento fonosintattico, cosicché non c'è più il problema di distinguerla dalla 3ª persona singolare dell'indicativo presente.

## Dèi
Il plurale di "dio" è "dèi", con accento grave. L'accento serve a distinguerlo dalla preposizione articolata e partitivo "dei", segnalando inoltre la diversa pronuncia: dèi /dɛi̯/, dei /dei̯/. Particolare è anche l'articolo determinativo irregolare che questa parola prende - gli dèi - perché deriva da un originario *gli iddei (cfr. "Iddio").

## Dì
In italiano, la grafia «dì» indica il sinonimo di "giorno" (dies, da cui dì deriva, è appunto il vocabolo latino per "giorno"), distinto dalla preposizione semplice di, nonché dal nome della lettera D; l'accento serve anche per distinguere questa forma dalla seconda persona dell'imperativo del verbo dire, (tu) di', tuttavia i dizionari suggeriscono anche la grafia «dì», in seconda opzione.
Serianni, per l'imperativo, caldeggia la grafia con l'apostrofo - ammissibile come apocope dell'etimo latino DĪC o volendo anche delle forme enclitiche come dimmi ecc. in cui il complemento di termine è comunque sempre sottinteso in un imperativo del verbo dire - ritenendola opportuna per mantenere distinte le tre grafie del verbo «di'»,  del sostantivo «dì» e la preposizione «di».

## È
In italiano, la grafia «è» (/ɛ/ con accento sempre grave, anche nel derivato «cioè») indica la 3ª persona dell'indicativo del verbo essere (egli è), per distinguerla dalla congiunzione coordinativa e.

## Là
In italiano, la grafia «là» indica l'avverbio locativo col valore di 'in quel posto', situato in un luogo terzo rispetto a chi parla e a chi ascolta, per distinguerlo dall'articolo determinativo e dal pronome personale la femminile singolare, e dalla nota la.

## Lì
In italiano, la grafia «lì» indica l'avverbio locativo col valore di 'in quel posto', ma più puntuale di là, per distinguerlo dal pronome personale li maschile.
È bene ricordare che nel linguaggio burocratico il "li", che si usa anteporre alle date, non va accentato perché non rappresenta alcun avverbio di luogo; bensì si tratta di un residuo dell'antica forma li (articolo determinativo maschile plurale) variante degli attuali i e gli.

### Citazioni
Dal Dizionario d'ortografia e di pronunzia (DOP):
Dalla Treccani:
(Lemma «li1»)
Dall'Italiano (Serianni)
(L'etimo di «il» e «lo». Usi arcaici, IV 15)

## Né
In italiano, la grafia «né» (/ne/), con accento sempre acuto, indica la congiunzione coordinativa negativa, per distinguerla da ne avverbio (col valore di 'di lì') e pronome; è sempre senza accento anche il ne parte iniziale delle preposizioni articolate nello, nella, ecc., che si trova nell'uso letterario e poetico (sei ne la terra fredda / sei ne la terra negra) e oggi è impiegata talvolta nelle citazioni davanti ai titoli che incominciano con l'articolo («ne I promessi sposi»), per rispettarne la precisa formulazione, anche se in quest'ultimo caso da alcuni è ritenuta discutibile.
L'accentazione di né congiunzione è probabilmente stata indotta dalla maggior enfasi che sembra avere la sua pronuncia rispetto al ne clitico (avverbio e pronome), quindi atono, che si trova in grafia staccata solo quando è proclitico e non deve indurre in errore quando compare in forma elisa davanti a è nella grafia n'è (trattasi in questo caso sempre e soltanto del ne pronominale senza accento).
Va segnalato inoltre che né anticamente aveva pronuncia aperta (/nɛ/), derivando dal latino nĕc: perciò in testi antichi la grafia «nè» con accento grave è conforme alla pronuncia dell'epoca, che oggi invece non è considerata corretta.

### Citazioni
Dal Dizionario d'ortografia e di pronunzia (DOP)
Dalla Treccani:
(lemma «ne1»)

## Sé
Il pronome riflessivo di 3ª persona «sé» (/se/), nella forma forte (tonica), richiede il segnaccento (sempre acuto) per distinguersi dagli omografi se congiunzione e se pronome atono (allomorfo di si, per es. in se n'è andato o se lo dimentica). Si scrive quindi: da sé, in sé, tra sé e sé, a sé stante ecc.

### Mancata accentazione occasionale
Molti scriventi, anche in ambito colto e letterario, non accentano sé davanti ai rafforzativi stesso e medesimo, con la motivazione che tali aggettivi chiarirebbero automaticamente il valore pronominale della particella rendendo così superflua la presenza dell'accento. Tale eccezione però è contestata da autorevoli grammatici, che la ritengono una regola «fasulla», cioè non facente parte delle reali norme ortografiche dell'italiano contemporaneo, un'«inutile complicazione» e anche «assurda».
Fino al Settecento, il pronome sé era prevalentemente senza accento in ogni contesto. Nell'Ottocento si inizia a prediligere la grafia accentata, soprattutto nei grandi scrittori: il Manzoni nei Promessi sposi lo accenta sempre. Nei primi decenni del Novecento diventa una regola, sulla scorta degli altri monosillabi portatori d'accento in caso di omografia. Parallelamente alla diffusione dell'accento grafico, si è però diffusa anche l'abitudine a non accentarlo davanti agli aggettivi stesso e medesimo, con l'argomentazione che la presenza dei due rafforzativi annulli qualsiasi possibilità di fraintendimento. Tale abitudine, che si è consolidata tanto da finire nelle grammatiche scolastiche quale presunta norma ortografica, non tiene però conto che alcune possibilità di fraintendimento rimangono, e precisamente nei segmenti frasali se (io) stessi e se (egli) stesse. 
La diffusione di questa prassi ha dato talvolta il via a false convinzioni più o meno radicate:
1. la convinzione ipercorrettistica che le grafie sé stesso e sé medesimo siano un errore ortografico, convinzione infondata poiché in nessuna grammatica di riferimento, dal Novecento in poi, si giustifica l'eliminazione di un accento sui monosillabi solo perché apparentemente non necessario, specialmente quando esistono comunque grafie potenzialmente ambigue (se stessi, se stesse) in cui l'accento può essere utile; quindi si dovrebbe per lo meno tollerare la presenza di entrambe le grafie (senza e con accento) anche in presenza dei rafforzativi. Secondo Luca Serianni, la convinzione nasce da una pratica discutibile dell'insegnamento scolastico in Italia[1].
2. la convinzione che, secondo un imprecisato principio di "parsimonia ortografica", l'accento sia un'eccezione alla presunta grafia standard senza accento: in questo caso, l'apposizione dell'accento sarebbe obbligatoria solo quando vi siano reali possibilità di fraintendimento. Se la regola fosse però questa – come fa notare Camilli (vedi) – bisognerebbe aspettarsi che nella pratica l'accento sparisse anche in contesti come da sé o in sé, dove la possibilità di ambiguità è nulla e dove, pure, l'uso dell'accento è incontrastato.

Riassumendo, attualmente sono usate e ritenute accettabili sia le grafie con accento sé stesso, sé medesimo sia quelle senza accento se stesso, se medesimo; queste ultime però, generalmente ammesse per la loro diffusione e il consolidamento d'uso, vengono da più parti sconsigliate, perché costituiscono una complicazione e un'eccezione a una regola altrimenti molto semplice, quella che vorrebbe sé accentato sempre.

### Secondo i dizionari
Il Dizionario d'ortografia e di pronunzia (Migliorini, Tagliavini, Fiorelli, Bórri; nuova edizione multimediale del 2007) raccomanda (alla voce sé, pronome) l'uso dell'accento:
Il vocabolario De Mauro, edito da Paravia, registra (senza commenti) l'uso senza accento:
I pron.pers. di terza pers.m. e f.sing. e pl. 

FO forma tonica del pronome personale di terza persona singolare e plurale usata nei complementi retti da preposizione, solo in riferimento al soggetto […] |spesso è rafforzato da stesso o medesimo: adesso è inutile prendersela con se stessi, non gli manca la fiducia in se stesso | si usa, spec. nelle contrapposizioni, al posto della forma atona si per dare risalto al complemento oggetto: l’alternativa di favorire sé o gli altri, ha rovesciato il bicchiere bagnando sé e gli altri, tradire se stessi»
(lemma «sé»)
Il vocabolario Zingarelli edito da Zanichelli, invece, fa notare il possibile equivoco (dalla scheda sull'accento):
Il vocabolario Treccani di Aldo Duro:
(Lemma «sé» 1.b)
Il Devoto-Oli segnala espressamente la doppia possibilità:
Laconico ma preciso, il Dizionario della Lingua italiana di Francesco Sabatini e Vittorio Coletti:
(Rizzoli-Larousse (2004))
(lemma sé)
Nel Grande Dizionario Italiano di Aldo Gabrielli:
(lemma «sé» A. 1)
Nel Garzanti:
( Sé, in Grande Dizionario di Italiano, Garzanti Linguistica.)

### Secondo le grammatiche (e altro)
La Grammatica Italiana di Luca Serianni propende per l'accentazione pur constatando che nell'uso comune non predomina: 
(I. 177b)
(Giuseppe Patota nel Glossario della Grammatica italiana di Serianni edizione Garzantine)
Si dice o non si dice? Aggiunte alla grammatica di Aldo Gabrielli (Milano, Mondadori, 1976) punta a una regola semplice e con poche varianti:
Scrivendo e parlando. Usi e abusi della lingua italiana di Luciano Satta (Firenze, Sansoni, 1988) rimane sulla linea di Gabrielli:
Pronuncia e grafia dell’italiano di Amerindo Camilli, 3ª ed., a cura di Piero Fiorelli (Firenze, Sansoni, 1965): 
Il MaPi. Manuale di pronuncia italiana di Luciano Canepàri (2ª ed., Bologna, Zanichelli, 1999) è un altro sostenitore del mantenimento del segno d'accento anche in sé stesso e sé medesimo:
(Luciano Canepari, Manuale di pronuncia italiana, Zanichelli 2005.)
Nella redazione tipografica dell'Enciclopedia dell'italiano, pubblicata nel 2011 dall'Istituto dell'Enciclopedia italiana Treccani, sono state adottate le sole forme accentate ("sé stessa/o/e/i", "sé medesima/o/e/i"), sebbene minoritarie nell'uso rispetto alle equivalenti non accentate. Queste ultime, peraltro, vengono indicate come prive di motivazione grafica e fonologica. La stessa enciclopedia, in altro luogo, nega ogni valore di regola ortografica all'omissione dell'accento: essa, infatti, completamente isolata nel sistema grafematico italiano, non possiede alcun valore normativo, configurandosi come mero uso convenzionale. La Grammatica italiana Treccani del 2012 consiglia la forma accentata "sé stesso", definita "più logica ed economica", anche tenuto conto che è proprio la forma non accentata, al plurale, a poter ingenerare qualche confusione (in frasi come "se stesse male, gli telefonerei")
Due le conclusioni dell'Accademia della Crusca: la prima a favore della grafia accentata, salomonica la seconda:
(Vademecum sull'accento: quando indicarlo e dove pronunciarlo nella rubrica Risposte ai quesiti)
(Accentazione del pronome sé stesso nella rubrica Domande ricorrenti)

## Sù
Sù è la grafia accentata, possibile ma sconsigliata, che può essere usata per marcare su in qualità di avverbio, ma non di preposizione, quando vi sia possibilità di fraintendimento. 
L'introduzione dell'accento grafico può essere dovuta alla pronuncia particolarmente vibrata dell'avverbio su, rispetto alla preposizione, che trovandosi sempre in posizione proclitica è quindi atona. Tuttavia i significati della parola su, sia nella qualità di avverbio che di preposizione, sono talmente contigui - derivano dallo stesso etimo sūsum -, che non vi è praticamente possibilità di alterazione del significato della frase, per questo l'accentazione viene considerata un'enfatizzazione inutile, se non addirittura pedantesca.
Più critico può essere, invece, il caso di su in qualità di interiezione esortativa, in una frase come «Su, muoviti!». In un discorso diretto, la frase «Venite su!» può prestarsi a doppia interpretazione: 1) un invito a salire, propriamente; 2) un'incitazione a seguire l'interlocutore. In questo caso l'ambiguità - che nel parlato verrebbe neutralizzata dall'intonazione e dalla pausazione - può essere fugata dal ricorso all'accentazione, «Venite sù!», che però non assicura l'assoluta infraintendibilità dell'enunciato, in quanto proprio l'accento può spingere a interpretarlo come avverbio; oppure isolando graficamente l'interiezione mediante la punteggiatura, «Venite, su!», demarcando la naturale struttura pausale dell'enunciato.

### Citazioni
Dizionario d'ortografia e di pronunzia (DOP) 
Dizionario Treccani
[…]
g. Come esclam[azione] con valore esortativo: su, coraggio!; su, via, calmatevi!; su, ragazzi, andiamo!; su, sbrìgati!; su, svégliati, pigrone!; parla, su!; su, dite, che c’è?; dilla, su, la poesia! Ripetuto: su su, smettila!; su, su!, che si fa tardi.»
(Lemma «su»)
Italiano (grammatica) di Luca Serianni
(Italiano I. 177b)
Posizione dell'Accademia della Crusca
(Guida all'uso di accenti e apostrofi nell'italiano)

## Dò
La grafia accentata dò, spesso riportata dai dizionari come variante, oggi è in disuso e spesso sconsigliata. La giustificazione secondo cui l'uso della forma accentata sarebbe finalizzato ad attuare una distinzione della voce verbale (io) do (verbo dare) dalla nota do non ha ragion d'essere, come ribadito dall'Accademia della Crusca:
"Scrivete do (prima persona del presente indicativo di dare) e soprattutto sto (prima persona del presente indicativo di stare) sempre senza accento: "Ti do ragione", "Sto qui ad aspettarti". Qualcuno mette l'accento sul verbo do, per distinguerlo dalla nota musicale: ma nessuno confonderebbe questi due do, così come nessuno confonde i due re!"
Le altre voci del verbo dare talvolta accentate (tu) dài e (essi) dànno, per distinguerli dagli omografi, vengono invece ritenute più accettabili ma limitatamente ai casi in cui l'accento può dirimere un'effettiva confusione.